# 柏原愛里
柏原 愛里（かしはら あいり、1986年4月14日 - ）は、元NHK名古屋放送局の契約キャスター。

## 人物
豊島岡女子学園中学校・高等学校を経て上智大学卒業。身長152cm。大学ではアイスホッケー部のマネージャーをしていた。卒業後は化粧品会社に勤めながら東京アナウンスセミナーで学んでいた。
2010年、NHK福島に契約キャスターとして採用され、途中から夕方の顔となり、2012年3月まで務めた。
福島在籍中はアイスホッケー部のマネージャーをしていたためか、頻繁に東北フリーブレイズの取材を担当していた。
2012年4月からはNHK名古屋に移籍し、2013年3月まで夕方のニュース番組のキャスターを務めた。

## 過去の担当番組
- はまなかあいづToday キャスター（2010年4月 - 2012年3月）

※隔週交替。スタジオ担当がない週でもコーナー取材を担当していた。
- ほっとイブニング キャスター（2012年4月 - 2013年3月）